# 수성역
수성역(輸城驛)은 조선민주주의인민공화국 함경북도 청진시 송평구역 수성동에 위치한 함북선의 철도역이다. 이 역을 기점으로 남강덕역까지 가는 강덕선이 본 역에서 분기한다.